# Северная правда
«Северная правда» — общественно-политическая областная газета, издающаяся в Костроме, Российской Федерации. Является старейшим печатным изданием, выходящим на территории Костромской области, и одной из старейших газет современной России. Издается еженедельно. Первый номер газеты вышел 14 января 1907 года. В разные годы издавалась под названиями «Северный рабочий», «Красный мир» , «Северная правда».
Изданием газеты «Северная правда» и других родственных издательских проектов занимается автономное учреждение Костромской области «Редакция костромской областной газеты «Северная правда».
В разные периоды газета являлась печатным органом:
1907—1917 годы — Костромского окружного комитета РСДРП.
1917—1918 годы — Костромского комитета РСДРП.
1918 год — Костромского комитета РКП(б).
1919—1921 годы — Костромского губернского исполнительного комитета Советов и губернского комитета РКП(б).
1922—1924, № 85 — Костромского губернского Совета рк и кд и губернского комитета РКП(б).
1924, № 86 — 298 — Костромского губернского Совета рк и кд, губернского комитета РКП(б) и губернского Совета профессиональных Союзов.
1925—1926, № 64 — губернского комитета ВКП(б), губисполкома и губпрофсовета.
1926, № 65 — 1927, № 222 — ежедневная газета: орган губкома ВКП(б), губисполкома и губпрофсовета.
1927, № 223—1929, № 144 — орган губкома ВКП(б), губисполкома и губпрофсовета.
1929, № 145—215 — орган Костромского окружкома ВКП(б), окрисполкома и Совета профсоюзов.
1929, № 216—1930, № 223 — орган Костромского окружкома ВКП(б), окрисполкома и окрпрофсовета.
1930, № 224—1937, № 120 — орган Костромского горкома ВКП(б), горсовета и райпрофсовета.
1937, № 121—1944, № 190 (24 сентября) — орган Костромского горкома ВКП(б) и горсовета.
1944, № 1 (26 сентября) — 1952, № 208 — орган Костромского обкома, горкома ВКП(б) и областного Совета депутатов трудящихся.
1952, № 209—1963, № 5 (январь) — орган Костромского обкома и горкома КПСС, областного и городского Советов депутатов трудящихся.
1963, № 6 (январь) — 1964, № 304 (декабрь) — орган Костромских сельского и промышленного обкомов КПСС, областного сельского и промышленного Советов депутатов трудящихся.
1964, № 305 (декабрь) — 1966, № 4 (январь) — орган Костромского областного комитета КПСС, областного Совета депутатов трудящихся.
1966, № 5 (январь) — 1977 — орган Костромского областного комитета КПСС и Костромского областного Совета депутатов трудящихся.
1977, (8 октября) — 1990, № 296 — орган Костромского областного комитета КПСС и Костромского областного Совета народных депутатов.
1990, № 297 (27 декабря) — 1991, № 126 (июль) — орган Костромского обкома КП РСФСР и Костромского областного Совета народных депутатов.
1991, № 127 (июль) — 1996, № 61 (март) — костромская независимая общественно-политическая газета.
1996, № 1 (2 апреля) — 1997, № 250 (декабрь) — костромская областная газета.
1998, № 1 (январь) — 2004, № 176 (декабрь) — костромская областная ежедневная газета.
2005, № 1 (5 января) — по настоящее время — костромская областная газета.
С 2008, № 149 (25 декабря) учредители — Костромская областная Дума, Администрация Костромской области, коллектив редакции газеты «Северная правда».
С 2013, № 1 (2/8 января) учредители — Костромская областная Дума, Администрация Костромской области, редакция газеты «Северная правда».

## Издание в 1907—1917 гг.
Первый номер газеты вышел в воскресенье, 14 (28) января 1907 года в Костроме под логотипом «Северный рабочий». Государственный архив новейшей истории Костромской области (ГАНИКО) является единственным хранителем 14 номеров газеты «Северный рабочий», вышедших с января по май 1907 года. Издание газеты было прервано в мае 1907 года и возобновлено только в июне 1917 года.
Газета создавалась как печатный орган Костромского окружного комитета РСДРП и использовалась социал-демократами для агитации в поддержку своих кандидатов в депутаты Вторую Государственную Думу, работавшую с 20 февраля по 2 июня 1907 года. В обращении к читателям в первом номере газеты было заявлено: «Социал-демократия стремится к тому, чтобы настоящая избирательная и думская кампания приблизила народные массы, пролетариат, городскую и сельскую бедноту к полной победе над отжившими порядками!»
До мая 1907 года типография и редакция газеты размещались в Костроме на улице Вознесенской (ныне Комсомольская) в частной квартире, а затем переехала на окраину города, где работала под видом портновской мастерской. С переездом было связано расширение типографии, получившей две портативные печатные машины — «бундовки». В этот период нелегальные редакция и типография выпустили газету «Северный рабочий», агитационные брошюры РСДРП, листовки и прокламации.
Первым редактором газеты в 1907 году стал руководитель Костромского окружного комитета РСДРП Александр Митрофанович Стопани. В то время он заведовал статистическим бюро лесного отдела Костромской губернской земской управы. В здании Оценочно-статистического бюро губернской земской управы А.М. Стопани организовал склад взрывчатки и нелегальной литературы, издаваемой типографией «Северного рабочего». Бомбы хранились в тайнике под печью, а нелегальная литература и газета — под штабелями статистических бланков. Вечерами в этом же здании А.М. Стопани проводил заседания комитета РСДРП и редакционные коллегии.
В мае 1907 года А.М. Стопани участвовал в V съезде РСДРП в Лондоне, где передал В.И. Ленину и Розе Люксембург несколько первых номеров «Северного рабочего».
К осени 1907 года в газете начали работать профессиональные революционеры. Типографией руководил «товарищ Игнат» (его настоящее имя было неизвестно даже соратникам по нелегальной работе). Функции технического редактора выполнял специалист-печатник Денис Петрович Долбежкин, приехавший из Москвы. Типография и редакция располагались на улице Воскресенской (современная улица Подлипаева), недалеко от главного места встреч костромского комитета РСДРП — здания Оценочно-статистического бюро губернской земской управы.
В ноябре 1907 года полиция внедрила в костромскую социал-демократическую организацию провокатора Русакову, которая выдала властям адреса нелегальной типографии и ключевых сотрудников газеты. После провала, обысков и арестов «товарищ Игнат» сумел скрыться. Д.П. Долбежкин был арестован и заключен в тюрьму. А.М. Стопани удалось избежать ареста; в 1908 году он покинул Кострому и продолжил революционную работу в Бакинском союзе нефтепромышленных рабочих, где руководил изданием газеты «Гудок». До разгрома в ноябре 1907 года нелегальная редакция и типография РСДРП выпустили в Костроме 15 номеров «Северного рабочего», а также брошюры, воззвания, листовки и прокламации.

## Работа газеты в годы Октябрьской революции, Гражданской войны и первых пятилеток
Возобновление выпуска газеты под названием «Северный рабочий» состоялось в июне 1917 года. Первоначально нелегально, а с 1918 года «Северный рабочий» выходил открыто как официальное издание Костромского Совета рабочих и солдатских депутатов. В первом номере после возобновления, вышедшем 21 июня 1917 года, газета писала: «Десять лет назад, во время первой русской революции, в Костроме выходил «Северный рабочий». Это была нелегальная, запрещенная газета, работа в которой и ее печатание вели в крепость и на каторгу... И вот теперь, когда свергнуто царское иго, мы снова берем в свои руки ее старое боевое знамя…» Типография находилась на улице Всехсвятской (ныне Дзержинского). Летом 1917 года «Северный рабочий» вел пробольшевистскую кампанию среди рабочих Костромской губернии, поддержал Октябрьскую социалистическую революцию и агитировал за большевиков на выборах в Учредительное собрание. В 1917—1918 годах газета являлась органом Костромского комитета РСДРП, в 1918 году — органом Костромского комитета РКП(б).
В июле 1919 года издание было переименовано в «Красный мир» в связи со слиянием с костромской «Советской газетой». «Красный мир» стал печатным органом Костромского губисполкома и губкома РКП(б). Редактором «Красного мира» был назначен Иван Иванович Неверов, член ВКП(б) с 1903 года. С этого времени газета стремилась регулярно информировать своих читателей о самой актуальной информации. В 1919—1921 годах газета являлась органом Костромского губернского исполнительного комитета Советов и губернского комитета РКП(б), в 1922—1924 годах — органом Костромского губернского Совета рк и кд и губернского комитета РКП(б), в 1924 году — органом Костромского губернского Совета рк и кд, губернского комитета РКП(б) и губернского Совета профессиональных Союзов.
С января 1925 года газета получила современное название — «Северная правда». «Северная правда» стала печатным изданием Костромского губкома РКП(б), губисполкома и губпрофсовета. Свою основную задачу газета видела в защите прав трудящихся. В 1925—1926 годах газета являлась органом губкома ВКП(б), губисполкома и губпрофсовета, в 1926—1927 годах — ежедневной газетой, органом губкома ВКП(б), губисполкома и губпрофсовета, в 1927—1929 годах — органом губкома ВКП(б), губисполкома и губпрофсовета. В 1920—1930-е годы на страницах «Северной правды» освещались темы развития крестьянского кооперативного движения, перехода к НЭПу, индустриализации, коллективизации, борьбы с «врагами народа». Газета писала о строительстве первой электростанции в Костромской губернии, ликвидации неграмотности, возведении и модернизации текстильных предприятий, строительстве железнодорожного моста в Костроме, развитии лесопромышленных предприятий, борьбе с кулачеством, создании колхозов, борьбе с эпидемиями, курсах всевобуча и государственных займах. Примерами материалов того времени могут служить передовица о чесальщице льна Наталии Самойловой (1936), статья В.М. Молотова «Наши задачи в борьбе с троцкистскими и иными вредителями, диверсантами и шпионами» (1937), материалы о стахановке завода «Рабочий металлист» О.К. Миллер и бригаде имени XVIII съезда ВКП(б) (1939).

### Организационные изменения (1929-1944 гг.)
В 1929 году была упразднена Костромская область, и «Северная правда» стала органом Костромского окружкома ВКП(б), окрисполкома и Совета профсоюзов. В 1929—1930 годах газета являлась органом Костромского окружкома ВКП(б), окрисполкома и Совета профсоюзов, в 1930 году — органом Костромского окружкома ВКП(б), окрисполкома и окрпрофсовета. С 1930 года «Северная правда» — печатный орган Костромского горкома ВКП(б), горсовета и райпрофсовета Ивановской промышленной области. В 1930—1937 годах газета являлась органом Костромского горкома ВКП(б), горсовета и райпрофсовета, в 1937—1944 годах — органом Костромского горкома ВКП(б) и горсовета. С 1936 года в статусе «городской газеты» «Северная правда» выходила в печать как одно из изданий Ярославской области, в состав которой тогда входила Кострома. В 1944 году в связи с созданием Костромской области газета вновь стала областным изданием.

### Репрессии 1930-х годов
В 1930-е годы редакция «Северной правды» подверглась репрессиям. Органы НКВД предъявили обвинение в контрреволюционной деятельности и антисоветской агитации ответственному секретарю Б. Миловидову, сотрудникам редакции Гришину, Григорьеву и Смирнову. Они были приговорены к 5 годам заключения в исправительно-трудовых лагерях. Заместитель редактора Анатолий Иванович Зарубин как «организатор террористической группы» получил 8 лет лагерей.

## «Северная правда» в годы Великой Отечественной войны и послевоенный период
С июня 1940 года, в преддверии Великой Отечественной войны, в редакции «Северной правды» была введена 7-дневная рабочая неделя, повышены нормы выработки, снижены расценки за сдельную работу и введен строгий запрет на самовольный уход сотрудников с работы. Вскоре в редакции было организовано круглосуточное дежурство и введена должность ночного курьера для оперативной связи.
В годы Великой Отечественной войны сотрудники «Северной правды», подлежавшие мобилизации, ушли на фронт. Уже 24 июня 1941 года был мобилизован сотрудник «Северной правды» Анатолий Геннадьевич Курочкин, 30 июня на фронт ушли бухгалтер газеты Михаил Васильевич Логойко, литературный сотрудник Борис Никитин, а также цинкографы Павел Иванович Прилуцкий и Михаил Иванович Шабанов. 1 июля 1941 года в армию был призван заведующий отделом промышленности Александр Полиектович Шаров и секретарь редакции Сергей Александрович Степин. 10 июля призвали главного редактора «Северной правды» Александра Ефимовича Гусева. В эти же дни на фронт отправился литературный сотрудник редакции Михаил Геннадьевич Березин. Шесть сотрудников издания погибли на войне: Михаил Березин, Анатолий Курочкин, Александр Манухин, Павел Прилуцкий, Александр Шаров и Михаил Шабанов. В годы войны основная нагрузка по выпуску газеты легла на плечи женщин, которые осваивали все газетные профессии, включая набор, верстку и цинкографию, а также занимались тяжелой физической работой, например, разгрузкой пиломатериалов.
В 1944 году в связи с воссозданием Костромской области газета «Северная правда» вновь стала печатным органом Костромского обкома ВКП(б) и Областного совета депутатов трудящихся. В 1944—1952 годах газета являлась органом Костромского обкома, горкома ВКП(б) и областного Совета депутатов трудящихся, в 1952—1963 годах — органом Костромского обкома и горкома КПСС, областного и городского Советов депутатов трудящихся, в 1963—1964 годах — органом Костромских сельского и промышленного обкомов КПСС, областного сельского и промышленного Советов депутатов трудящихся, в 1964—1966 годах — органом Костромского областного комитета КПСС, областного Совета депутатов трудящихся, в 1966—1977 годах — органом Костромского областного комитета КПСС и Костромского областного Совета депутатов трудящихся, в 1977—1990 годах — органом Костромского областного комитета КПСС и Костромского областного Совета народных депутатов, в 1990—1991 годах — органом Костромского обкома КП РСФСР и Костромского областного Совета народных депутатов. Освещение экономического и социального развития воссозданной области стало первоочередной задачей областной газеты, которая с августа 1944 по август 1991 года являлась официальным изданием областных партийных и советских органов.
В послевоенные годы «Северная правда» развивалась, увеличивался её тираж и улучшалась материальная база. К 1947 году тираж газеты вырос с 40 000 до 50 000 экземпляров. Газета стала издаваться на четырех полосах формата А2 вместо двух. Коллектив редакции был расширен до 25 человек, появились 9 новых собкоров на местах и 16 человек управленческого и технического персонала. Редакции было передано здание Свердловского райкома ВКП(б). С начала 1950-х годов «Северная правда» практиковала «выездные редакции» в районах области. В 1954 году вышел номер «Северной правды», подготовленный в лесозаготовительных районах — Поназыревском и Кологривском. В 1956 году газета перешла на 6-разовую еженедельную периодичность, её тираж достиг 55 000 экземпляров.
В 1957 году, в честь 50-летнего юбилея, «Северная правда» была награждена орденом Трудового Красного Знамени. С просьбой о награждении газеты орденом в ЦК КПСС обратился секретарь обкома КПСС Л. Флорентьев.
В советские годы «Северная правда» имела большой авторский актив и широкие связи с читателями. В редакции работали известные журналисты, в том числе Игорь Александрович Дедков (1934—1994) — известный литературный критик, заслуженный работник культуры РСФСР, заведующий отделом культуры и информации «Северной правды».

## Работа газеты в новейший период
В 1991 году учредителем газеты являлся Костромской областной комитет КП РСФСР и Костромской областной Совет народных депутатов, затем трудовой коллектив редакции и областная журналистская организация. После августовских событий 1991 года выпуск газеты был временно приостановлен в августе 1991 года. Тем не менее, вскоре «Северная правда» возобновила выход в свет как независимое общественно-политическое издание, учредителем в 1991—1996 годах являлся трудовой коллектив редакции и областная журналистская организация. В 1996—1997 годах учредителями были Костромская областная Дума, Администрация Костромской области, редакция газеты, в 1997—2008 годах — Костромская областная Дума, Администрация Костромской области, журналистский коллектив редакции газеты «Северная правда», с 2008 года — Костромская областная Дума, Администрация Костромской области, коллектив редакции газеты «Северная правда», с 2013 года — Костромская областная Дума, Администрация Костромской области, редакция газеты «Северная правда».
В 1994 году «Северная правда» объединилась с газетой «Костромской край», которая после 1991 года также непродолжительное время являлась официальным областным изданием. Объединенная газета продолжила работу под названием «Северная правда».
В 1998—2002 годах по субботам выходило приложение «Выходной : субботний вып. газеты „СП“», в 2001 году по пятницам — приложение «СП — Культура», в 2003 году двойные номера газеты выходили под заглавием «Северная правда. Документы», с 2004 года по средам газета выходит под заглавием «Северная правда — неделя». С 2010 года часть номеров газеты выходит в качестве тематических выпусков под заглавием «Губернское деловое обозрение». В разное время к газете выпускались приложения «Костромская неделя», «Охота-рыбалка», «Во саду и в огороде», «СП — нормативные документы», «Официально», «Боевой листок», «Время вперед», «Местное время».
В настоящее время изданием газеты занимается автономное учреждение Костромской области «Редакция костромской областной газеты «Северная правда».

## Современное состояние и тематика
В настоящее время «Северная правда» — общественно-политический еженедельник, выходит по средам под заглавием «Северная правда — неделя». Объем газеты составляет 32 полосы формата А3, из которых 8 полос (1, 8, 9, 16, 17, 24, 25, 32) печатаются в цвете. Тираж газеты на 1 января 2019 года составлял 10 000 экземпляров.
Основные рубрики еженедельника:
«Губернские вести» — информация о главных новостях и событиях региона, принятых решениях и реализованных проектах.
«Голос народа» — мнения жителей Костромской области по злободневным вопросам.
«Тема» — аналитические материалы, раскрывающие актуальные для читателей проблемы.
«ПолитСреда» — интервью с политиками, бизнесменами, управленцами и лидерами общественного мнения.
««СП»-Гостиная» — житейские интервью, рассказы об интересах, планах, поступках и достижениях собеседников.
««СП»-Справка» — освещение вопросов защиты прав потребителей, получения государственных льгот и мер поддержки, юридические консультации и полезная информация.
«Усадьба» — советы по ведению приусадебного хозяйства от кандидата биологических наук Елены Шиповой и специалиста народной медицины Ольги Зонтиковой.
«Афиша» — программа культурных событий региона, информация о выставках, концертах и праздниках.
«КультУРА» — репортажи и рецензии на культурные события региона.
«7 проектов к годовщине Великой Победы» — материалы о Великой Отечественной войне, в том числе в рамках проектов «Представлен к награде» и «Вместе ищем солдата».
«Костромской кремль. Хроника возрождения святыни» — материалы о восстановлении Костромского кремля.
«Рейтинг» — рейтинги цифр, муниципалитетов, событий региона и наиболее упоминаемых в СМИ людей.

## Редакция
В настоящее время руководство и ключевые сотрудники Автономного учреждения Костромской области «Редакция Костромской областной газеты «Северная правда»:
Андреев, Алексей Юрьевич — директор АУКО «Редакция Костромской областной газеты «Северная правда». Историк, юрист. С 2010 года директор редакции.
Челышев, Сергей Александрович — главный редактор газеты «Северная правда». Окончил Костромской государственный университет по специальности «Журналистика». В «Северной правде» с 2012 года. Лауреат областных конкурсов «СМИ против коррупции», «Спортивная гордость», «Журналист года».
Смыслова, Наталья Александровна — главный редактор газеты Костромского района «Волжская новь». Агроном по образованию, также проходила курсы повышения квалификации на Всесоюзном радио в Москве. В газете «Волжская новь» с 2003 года, главный редактор с 2011 года. Ранее работала в газете «Костромской край», затем корреспондентом «Северной правды» после объединения изданий. Признавалась лучшим спортивным журналистом и лучшим журналистом районных СМИ Костромской области.
Лоскутова, Оксана Сергеевна — шеф-редактор. Окончила Ивановский государственный университет по специальности «Журналистика и связи с общественностью» и Костромской государственный университет (магистратура филологии). Победитель и лауреат Всероссийского конкурса молодых журналистов «Вызов-XXI век» и регионального конкурса «Журналист года».
Скрябина, Ольга Васильевна — шеф-редактор. Окончила Московский государственный университет по специальности «Журналистика» и Волго-Вятскую академию государственной службы по специальности «Менеджер государственного и муниципального управления». В «Северной правде» с 2023 года.
Сапожников, Владимир Васильевич — специальный корреспондент газет «Северная правда» и «Волжская новь». Имеет образование агронома и юриста. В газете с 2023 года.
Груздева, Елизавета Владимировна — специальный корреспондент. Студентка Костромского государственного университета, направление «Журналистика». В газете с 2024 года.
Сорокопудова, Оксана Евгеньевна — заведующий отделом «Дизайн-центр». В «Северной правде» с 1995 года, заведующая отделом с 2011 года.
Вилашкин, Андрей Владимирович — дизайнер. В редакции с 2010 года.
Евсеева, Екатерина Геннадьевна — дизайнер. В редакции с 2010 года.
Соколова, Алевтина Николаевна — корректор. В редакции с 2014 года.
В редакции также работают главный бухгалтер, заместитель главного бухгалтера, заведующий административно-хозяйственным отделом, заведующий отделом рекламы и сбыта, менеджеры отдела рекламы и сбыта и другие сотрудники, обеспечивающие выпуск газеты.

## Достижения
— «в связи с пятидесятилетием со дня выхода первого номера газеты и её революционными заслугами, а также за плодотворную деятельность по мобилизации трудящихся на успешное выполнение задач коммунистического строительства».
Юбилейная медаль «70 лет Победы в Великой Отечественной войне 1941—1945 гг.» (9 мая 2015 года) — «за активное участие в патриотическом воспитании граждан и решении социально-экономических проблем ветеранов». «Северная правда» стала единственным печатным изданием в Центральном Федеральном округе, получившим такую медаль.

## Связанные издания
Волжская новь — газета Костромского района, основана в 1939 году, выходит еженедельно. Издается Автономным учреждением Костромской области «Редакция Костромской областной газеты «Северная правда».